# Nick Steele
Nick Steele (* 5. Februar 1980 in Coffs Harbour, Australien) ist ein US-amerikanisch-australisches Model und Schauspieler.

## Leben
Steeles Vater ist Amerikaner, während seine Mutter Australierin ist. Er wuchs mit seinen zwei Brüdern und seiner Schwester in Orange County, Kalifornien auf. 2002 machte er seinen Universitätsabschluss an der University of California, San Diego in Psychologie und französische Literatur.
Zurzeit lebt Steele in Los Angeles.
Seit 2002 spielte er in verschiedenen Fernseh- und Filmproduktionen mit. Unter anderem Eine himmlische Familie oder Charmed. Außerdem spielte er in dem Promowerbespot zu Britney Spears Parfume Curious mit.

## Filmografie
- 2002: Eine himmlische Familie (7th Heaven, Fernsehserie, 1 Folge)
- 2005: Inconceivable (1 Folge)
- 2005: Schatten der Leidenschaft (The Young and the Restless, Fernsehserie, 1 Folge)
- 2005: Charmed – Zauberhafte Hexen (Charmed, Fernsehserie, 1 Folge)
- 2005: Rule Number One
- 2006: Date Movie
- 2006: Rocker
- 2006: What About Brian (Fernsehserie, 1 Folge)
- 2007: Fantastic Movie (Epic Movie)
- 2007: CSI: Miami (Fernsehserie, 1 Folge)
- 2008: Meine Frau, die Spartaner und ich (Meet the Spartans)
- 2008: Disaster Movie
- 2008: Californication (Fernsehserie, 1 Folge)
- 2009: The Secret Life of the American Teenager (Fernsehserie, 1 Folge)
- 2009: Valentine (Fernsehserie, 1 Folge)
- 2009: iCarly (Fernsehserie, 1 Folge)
- 2009: Indian Gangster